# Tomás Mejías Osorio
Tomás Mejías Osorio (Madrid, 30 de gener de 1989) és un futbolista madrileny format al Reial Madrid CF. Actualment juga de porter a l'Ankaraspor.
Malgrat que va començar a jugar al CD Coslada, l'1 de juliol de 2001, amb 12 anys, va ingressar a les categories inferiors del Reial Madrid CF, a la categoria d'aleví. Després de passar per tots els nivells inferiors, va arribar el 2008 al Reial Madrid C, on jugaria una temporada fins a arribar a la 2009-10 al Castilla. El seu debut amb el primer equip arribaria a un partit de lliga davant el Getafe CF el 10 de maig de 2011, jugant els darrers minuts del partit que acabaria guanyant l'equip blanc per 4 gols a 0.
Durant la pretemporada 2011-12 va viatjar amb el primer equip a la gira americana que va realitzar al mes de juliol.

## Palmarès
Jocs del Mediterrani: 2009